# A Rush of Blood to the Head
A Rush of Blood to the Head é o segundo álbum de estúdio da banda britânica de rock Coldplay. Lançado em 26 de agosto de 2002 pela gravadora Parlophone no Reino Unido, o álbum foi produzido pela banda e pelo produtor musical britânico Ken Nelson. O álbum é o primeiro da banda que Chris Allison, produtor do The Blue Room (1999), não foi creditado ou envolvido dentro do mesmo.
A gravação começou logo depois que a banda se tornou popular na Europa e no exterior, depois do lançamento de seu álbum de estreia, Parachutes, e, em particular, "Yellow". Uma das influências para as composições, como Politik, se deve aos ataques de 11 de setembro de 2001 nos Estados Unidos, que ocorreram uma semana antes de começarem a gravar. As canções do álbum tem um maior uso de piano e de guitarra do que seu antecessor.
O álbum foi lançado em agosto de 2002, dois meses após a sua data de lançamento prevista. Foi lançado em 27 de agosto nos Estados Unidos, pela gravadora Capitol Records. Em 2008, a Capitol lançou uma versão remasterizada do álbum em um disco de vinil de 180 gramas, como parte das séries "From the Capitol Vaults".
O álbum estreou com um enorme sucesso comercial, um padrão contínuo, que começou em Parachutes, que fez do Coldplay ser uma das bandas com maiores vendas no mundo. Atingiu o topo das paradas no Reino Unido e, posteriormente, se posicionou na posição número sete nos 20 álbuns mais vendidos do país no século XXI. A British Phonographic Industry desde então, certificou o álbum como oito vezes disco de Platina por suas vendas acumuladas de mais de 2,6 milhões de unidades na Grã-Bretanha e 15 milhões em todo o mundo. O álbum gerou os singles "In My Place", "The Scientist", "Clocks" e "God Put a Smile upon Your Face".
A Rush of Blood to the Head foi muito elogiado pelos críticos. Venceu o Grammy de 2003 como Melhor Álbum de Música Alternativa pela segunda vez consecutiva, e no Grammy de 2004 na categoria Gravação do Ano pela canção "Clocks". Em 2003, conseguiu atingir a posição de número 473 pela revista Rolling Stone nos 500 Maiores Álbuns de Todos os Tempos.

## Gravação

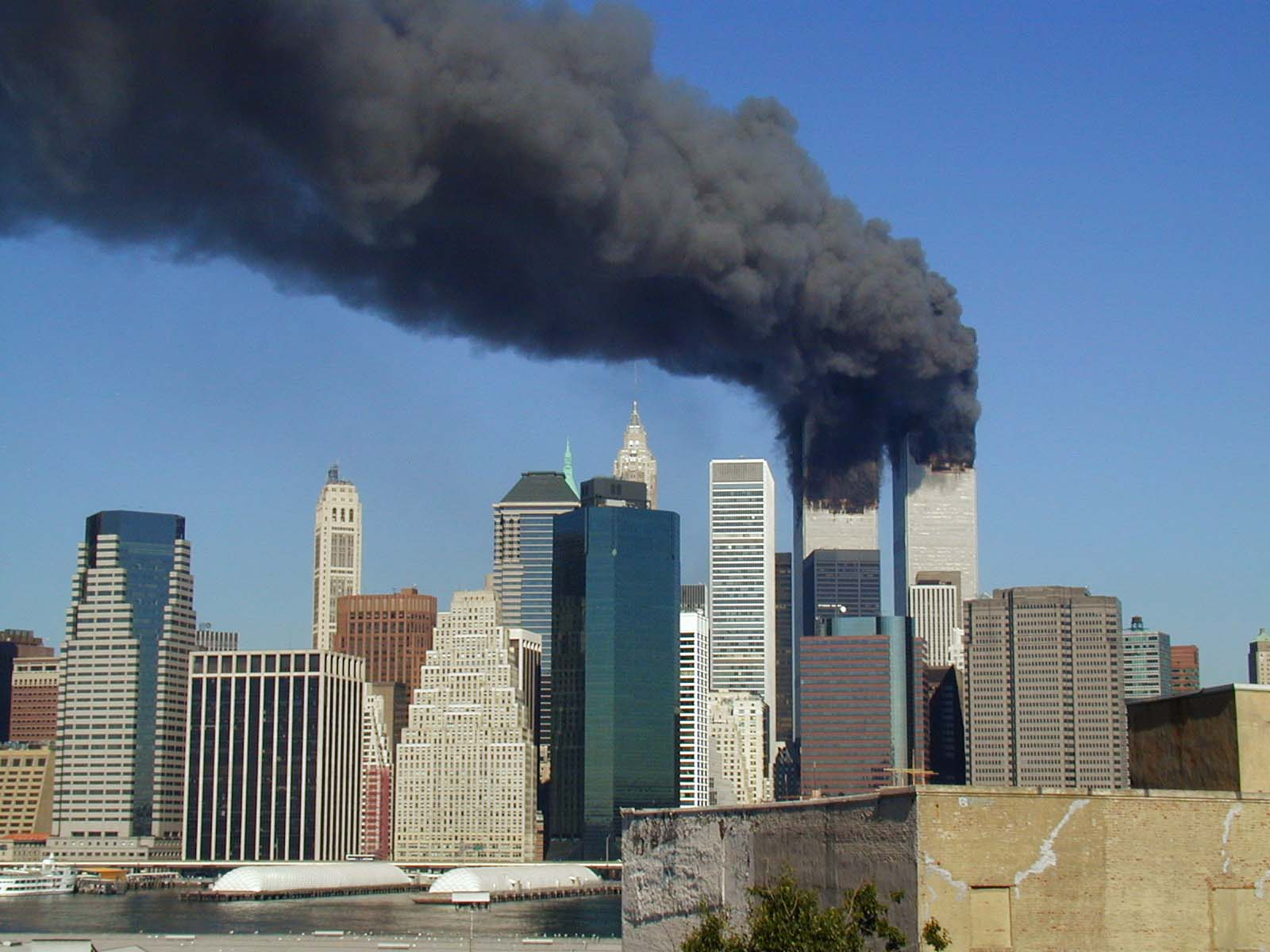
Os ataques de 11 de setembro ocorreram antes do Coldplay gravar o álbum.

A banda começou a gravar o álbum em Londres, uma semana após os Ataques de 11 de setembro de 2001 nos Estados Unidos, durante o qual suas "canções tristes ... tiverem maior repercussão". Uma vez que a banda nunca tinha ficado em Londres antes, eles tinham dificuldade em se focalizar. Eles decidiram voltar para Liverpool, onde gravaram algumas das canções de Parachutes. Uma vez lá, o vocalista Chris Martin disse que ficou obcecado com a gravação. "In My Place" foi a primeira canção gravada para o álbum. A banda lançou-a como primeiro single do álbum, porque foi a faixa que o fizeram se inspirar a gravar um segundo álbum, após um "período estranho de não saber realmente o que estavam fazendo" três meses após o sucesso de Parachutes. Segundo Martin "uma coisa que nos mantém firmes: a gravação de 'In My Place'. Em seguida, outras canções começaram a aparecer." A banda escreveu mais de 20 canções para o álbum. Alguns de seus novos trabalhos, incluindo "In My Place" e "Animals", foi tocada ao vivo, enquanto a banda ainda estava em turnê de divulgação de Parachutes. O título do álbum foi revelada através de um post no site oficial da banda.
Durante as sessões iniciais da gravação, em Liverpool, o vocalista Chris Martin e o guitarrista Jonny Buckland trabalharam sozinhos, e apenas nos fins de semana. Toda segunda-feira apresentavam as ideias que tinham desenvolvido para as canções, para os outros companheiros da banda. Com A Rush of Blood... quase concluída, Martin entrou no estúdio, quase anoitecendo e escreveu um riff de piano, no qual disse que o riff "só saiu". A banda reconheceu que esta primeira versão do piano se tornaria mais tarde "Clocks" e foi um dia especial, pois foi a primeira vez que Martin a tocou. Concluíram que era cedo para incluir a canção no álbum, eles gravaram uma versão demo, incluindo-o em um CD marcado como "Songs for #3", e com faixas inacabadas que pretendiam trabalhar em seu terceiro álbum.
Em junho de 2002, a banda completou A Rush of Blood to the Head, mas acharam que lançá-lo naquela época seria "burrice" e chegaram em um acordo com a gravadora para adiar o lançamento do álbum, até que eles ficassem completamente satisfeitos. Posteriormente, muitas canções foram descartadas, porque acharam que o estilo era parecido com o de Parachutes. Martin alegou que estava desinteressado: "Teria alegado que estávamos felizes com o que tínhamos feito, e nós não estávamos. Para nós, isso era importante, assim melhoraríamos a nossa capacidade como músicos." Tais ambições colocaram a banda sob tensão: "nas sessões de treinos, por vezes, terminava abruptamente com um ou mais membros do Coldplay ameaçando sair."
Após serem a atração principal do Glastonbury Festival de 2002, Coldplay voltou ao estúdio e trabalhou em algumas faixas do "Songs for #3" que haviam produzido anteriormente. Phil Harvey, empresário da banda, ouviu Clocks e queria refazê-la imediatamente: "Não, vocês devem fazer essa música agora porque você está indo [na letra] com urgência, e você está falando sobre manter essa canção por trás. Não faz sentido não terminá-la". Clocks foi considerada a melhor canção da década de 2000 pela BBC.

## Estilo

### Musical
O álbum inclui baladas e canções acústicas com uso intensivo de violão e piano. O rock épico do U2 foi a inspiração para a faixa de abertura do álbum, "Politik"; O piano condutor do Muse inspirou "Clocks" e as guitarras barulhentas de "A Whisper", que eram vistos como uma extensão da gama musical da banda. Martin afirmou que a faixa-título do álbum é uma homenagem ao cantor e compositor Johnny Cash, a quem considerava o "maior homem que tocava guitarra".

### Poesia
A gravação do álbum foi logo após os ataques de 11 de setembro de 2001 e a banda deu uma nova perspectiva: "As novas músicas são um reflexo de novas atitudes. Dizem aos ouvintes para não ter medo. Qualquer um pode conseguir o que quer." A maioria das letras foram feitas com urgência. Martin comentou que as canções anteriores foram mais relaxadas, uma vez que estavam em um estado confortável da mente: "Talvez haja uma urgência pouco mais sobre algumas destas canções. E isso nasceu de todos os lugares que estivemos e de coisas que nós experimentamos." Martin explicou, em relação ao tema de urgência, que o título do álbum significa "fazer algo por impulso". Diversas canções do álbum são sobre relacionamentos. Estas faixas são baseadas na realidade, mas de acordo com Martin, algumas foram escritas com um toque ficcional: "As canções são como conto de fadas: elas têm um começo e um fim e você pode fazer tudo funcionar perfeitamente. A vida real não funciona assim."

## Capa
A arte da capa de A Rush of Blood to the Head foi concebida pelo fotógrafo Sølve Sundsbø. Sundsbø havia sido contratado pela revista de moda Dazed & Confused na década de 1990 para produzir algo com uma "sensação tecnológica, com todos os fundos brancos". Como artista, ele tentou fazer "coisas que não tenham sido feitas antes, o que era praticamente impossível"; ele sugeriu tirar fotos usando uma tridimensão de máquina de digitalização.
O modelo da foto usava uma maquiagem toda branca, a produção teve "bons resultados"; para a imagem, a modelo usava uma capa de sarja com cor. O computador não pôde ler as cores então foi substituído por pontos, e a cabeça da imagem foi cortada porque a máquina só digitalizava 30 centímetros. O editor da revista gostou da imagem e, finalmente, apresentou em uma de suas publicações. Martin viu a imagem na revista e pediu permissão para Sundsbø para usar a imagem como como a capa de A Rush of Blood to the Head. Para as capas dos singles Martin disse a Sundsbø que ele mesmo poderia fazê-las; que sugeriu varredura da cabeça de cada membro da banda.
O encarte contém apenas duas fotos; Uma com o Coldplay em uma localidade que possivelmente é uma floresta, e outra é a banda em um estúdio. Ambas foram tiradas por uma câmera.
A capa do álbum ficou entre os dez escolhidos pela Royal Mail para a lista "Clássicas Capas de Álbum", selos emitidos em janeiro de 2010.

## Recepção

### Opinião da crítica
| Críticas profissionais | Críticas profissionais |
| Avaliações da crítica  | Avaliações da crítica  |
| Fonte                  | Avaliação              |
| ---------------------- | ---------------------- |
| PopMatters             | (favorável)            |
| New York Magazine      | (infavorável)          |
| Pitchfork Media        | (5.1/10)               |
| Yahoo! Music           | (favorável)            |
| NME                    | (9/10)                 |
| Allmusic               | [ 21 ]                 |
| Entertainment Weekly   | (A)                    |
| The Guardian           | [ 23 ]                 |
| Village Voice          | (favorável)            |
| Rolling Stone          | [ 25 ]                 |

A Rush of Blood... recebeu inúmeros elogios da crítica. Muitos sentiram que era melhor do que o álbum anterior do Coldplay, Parachutes. Alexis Petridis, do jornal The Guardian escreveu que a banda "estava garantida de novo em todo lugar ... a timidez de Parachutes estava longe de ser encontrada". Ele conclui, "Isso soa como um álbum pronto para enfrentar o mundo, e vencer."
Kelefa Sanneh da The New York Times elogiou o álbum, comentando que é "um dos melhores álbuns do ano" e descrevendo-o como "mais escasso, estranho, e até mesmo mais cativante do que seu antecessor". A revista Rolling Stone, Rob Sheffield, que foi menos feliz com Parachutes, disse que "A Rush of Blood to the Head é mais solto, nervoso, e completamente surpreendente", acrescentando, "quanto Parachutes foi o diário de um garoto tenso desajeitado, A Rush of Blood soa mais como uma banda com a confiança para testar seus próprios limites." MacKenzie Wilson do Allmusic ecoou os comentários acima, dizendo que é um "álbum forte". Wilson, que elogiou Martin por seu falsete "agudo" e seu refinado "entrega do assopro" e Buckland por ter "rebitado o trabalho da guitarra", e obsevou que "independentemente de a banda ainda estar em seus vinte anos, eles fizeram um registro surpreendente". Emma Pearse do jornal Americano The Village Voice tem as mesmas opniões, afirmando que é "um pouco mais ousado, transado e, mais conversional" comparado ao Parachutes.

### Desempenho comercial
A Rush of Blood to the Head estreou na posição de número um na UK Albums Chart, vendendo 273.924 cópias. A British Phonographic Industry, desde então, certificou o álbum oito vezes disco de Platina por suas vendas acumuladas de mais de 2,6 milhões de cópias. Com o lançamento posterior de "Clocks" e "The Scientist", o álbum passou mais de um ano na parada. A Rush of Blood to the Head foi colocado na posição de número sete na lista dos 20 álbuns mais vendidos do Reino Unido no século XXI, publicado pelo jornal britânico Music Week.
O álbum estreou na posição de número cinco nos Estados Unidos, com 144.000 cópias vendidas inicialmente, mais forte do que seu antecessor, Parachutes, que estreou 189ª posição em dezembro de 2000. Desde então, foi certificado quatro vezes disco de Platina pela Recording Industry Association of America vendando mais de 4.650.000 cópias. Foi certificado cinco vezes disco de Platina pela Australian Recording Industry Association, tendo acumulado mais de 350.000 cópias vendidas, e quatro vezes disco de Platina pela Music Canada com vendas de mais de 400.000.

### Prêmios e condecorações
A Rush of Blood to the Head, ganhou para a banda vários prêmios de música, tanto a imprensa nacional e internacional. Em 2002, levou o prêmio de Melhor Álbum no Q Awards. No mesmo ano, a banda ganhou dois Grammy Awards: Melhor Álbum de Música Alternativa e Melhor Performance de Rock por um Duo ou Grupo com Vocais para a canção "In My Place". Em 2003 A Rush of Blood... ganhou o prêmio de Melhor Álbum Britânico no BRIT Awards, e no ano seguinte a banda ganhou seu primeiro Grammy Awards por Gravação do Ano com a canção "Clocks".
Foi eleito o melhor álbum de 2002 pelos críticos da revista Billboard. No ano seguinte, foi classificado na posição de número 473 pela revista Rolling Stone na lista dos 500 maiores álbuns de todos os tempos. Em 2007, a The National Association of Recording Merchandisers e o Rock and Roll Hall of Fame divulgaram uma lista do que eles chamam de "Os 200 Álbuns Definitivos de Todos os Tempos"; A Rush of Blood to the Head aparece na 65ª posição na lista. O álbum foi indicado na categoria Melhor Álbum Britânico dos Últimos 30 Anos no BRIT Awards de 2010.

## Lista de faixas
Todas as canções foram escritas por Guy Berryman, Jonny Buckland, Will Champion e Chris Martin.
| N.º            | Título                           | Duração |  |
| 1.             | "Politik"                        | 5:18    |  |
| 2.             | "In My Place"                    | 3:48    |  |
| 3.             | "God Put a Smile upon Your Face" | 4:57    |  |
| 4.             | "The Scientist"                  | 5:09    |  |
| 5.             | "Clocks"                         | 5:07    |  |
| 6.             | "Daylight"                       | 5:27    |  |
| 7.             | "Green Eyes"                     | 3:43    |  |
| 8.             | "Warning Sign"                   | 5:31    |  |
| 9.             | "A Whisper"                      | 3:58    |  |
| 10.            | "A Rush of Blood to the Head"    | 5:51    |  |
| 11.            | "Amsterdam"                      | 5:19    |  |
| Duração total: | Duração total:                   | 54:08   |  |

## Créditos
| Produção - Produzido por Coldplay e Ken Nelson - Mixado por Coldplay, Nelson Ken e Rik Simpson - Produção adicional e mixagem por Mark Pythian | Instrumentos - Chris Martin: Vocais, Guitarras, Teclados - Jon Buckland: Guitarra - Guy Berryman: Baixo - Will Champion: Bateria, Percussão - Instrumentos de corda: Susan Dench, Richard George, Peter Lale, Anne Lines, Laura Melhewish, Leo Payne, Audrey Riley - Arranjos de cordas por Coldplay e Audrey Riley |

## Desempenho, vendas e certificações
| Parada                                       | Melhor posição | Certificação | Vendas/transferências |
| -------------------------------------------- | -------------- | ------------ | --------------------- |
| Alemanha (Media Control Charts)              | 1              | 3× Ouro      | 450.000               |
| Argentina (CAPIF)                            | 1              | 3× Platina   | 120.000               |
| Austrália (ARIA)                             | 1              | 7× Platina   | 350.000               |
| Áustria (Ö3 Austria Top 40)                  | 10             | Platina      | 40.000                |
| Bélgica (Ultratop Flandres)                  | 3              | 2× Platina   | 100.000               |
| Bélgica (Ultratop Valónia)                   | 2              | 2× Platina   | 100.000               |
| Brasil (ABPD)                                | 1              | Ouro         | 50.000                |
| Canadá (Music Canada)                        | 1              | 4× Platina   | 400.000               |
| Dinamarca (Hitlisten)                        | 1              | Platina      | 50.000                |
| Espanha (PROMUSICAE)                         | 4              | Ouro         | 50.000                |
| Estados Unidos (Billboard 200)               | 5              | 4× Platina   | 4.000.000             |
| Europa Top 100 Albums                        | 36             | 5× Platina   | 5.000.000             |
| Finlândia (Mitä hittiä)                      | 4              | Ouro         | 20.000                |
| França (SNEP)                                | 4              | 2× Ouro      | 200.000               |
| Países Baixos (MegaCharts)                   | 3              | Platina      | 80.000                |
| Itália (FIMI)                                | 1              | Platina      | 120.000               |
| México (AMPROFON)                            | 6              | Platina      | 150.000               |
| Reino Unido (The Official UK Charts Company) | 1              | 10× Platina  | 2.700.000             |
| Chéquia (IFPI)                               | 16             |              |                       |
| Suécia (Sverigetopplistan                    | 5              | Ouro         | 30.000                |
| Suíça (Schweizer Hitparade)                  | 1              | Ouro         | 20.000                |